# Gelis picipes
Gelis picipes là một loài tò vò trong họ Ichneumonidae.